# Ivar Jacobson
Pour les articles homonymes, voir Jacobson.
Ivar Jacobson (né le 2 septembre 1939 à Ystad en Suède) est un informaticien suédois. Il est principalement connu pour être l'un des concepteurs du langage de modélisation UML.

## Biographie
Il obtient en 1962 un Master en électrotechnique à l'École polytechnique Chalmers à Göteborg.
En 1967, il propose l'utilisation de composants logiciels pour le développement de nouvelles applications au sein de la société Ericsson. Et invente plusieurs diagrammes modélisant les traitements que les applications doivent effectuer, comme les diagrammes de séquence et de collaboration. Ses travaux débouchent sur la création du langage SDL (Specification and Description Language), qui deviendra par la suite un standard dans l'industrie des télécommunications en 1976.
Il obtient son doctorat à l'Institut royal de technologie de Stockholm en 1985.
Ivar Jacobson a développé la technique des cas d'utilisation pour capturer les exigences tout en travaillant chez Ericsson. En avril 1987, il quitte Ericsson pour créer Objectory AB où il développe le langage de modélisation objet OOSE en 1992.
En octobre 1995, sa société fusionne avec Rational Software. En collaboration avec Grady Booch (inventeur de la méthode Booch) et James Rumbaugh (concepteur du langage de modélisation OMT), il commence le développement de la première version du langage de modélisation UML (Unified modeling language, ou langage de modélisation unifié). Après le rachat par IBM de Rational Software en 2003, Ivar Jacobson décide de quitter l'entreprise, mais il reste comme consultant technique jusqu'en mai 2004.
En novembre 2005, il annonce qu'il travaille pour Microsoft, sur le développement de Essential Unified Process, pour l'environnement de développement intégré Visual Studio.